# ナーン県

ナーン県
จังหวัดน่าน

- この項目は英語版を元に作成されています。

ナーン県（ナーンけん、タイ語: จังหวัดน่าน）はタイ・北部の県（チャンワット）の一つ。ウッタラディット県、プレー県、パヤオ県と接し、ラオスと国境線で接している。

## 地理
森林豊かな山地に囲まれたナーン川を中心に県が展開している。県内最高峰の山は、プーケー山（海抜2,079m）で、ラオスとの国境付近にある。

## 歴史
詳細はカーオ王国、ナーン王国を参照。
過去には独自の王国をもっていたが、山に囲まれているため他の王国との接点は非常に希薄であった。ムアン・プワ（あるいはワラナコーン、現在のプワ郡）を中心に13世紀にカーオ王国が成立したが、この王朝はラーンサーン王と血族関係にあると言われる。しかし、地理的に県南部からの進入が北部からの進入より容易であったため、スコータイ王朝の干渉が大きかった。その後14世紀にプーカー王国は遷都し現在の県庁所在地が王朝の中心となった。
15世紀にはスコータイ王朝の権威が下がり、カーオ王国の主導権はラーンナータイ王国が握ることになった。1443年、カーオ王国のケーンターオ王はパヤオからベトナム軍が侵略してくると称し、パヤオを占領する許可と援軍をラーンナータイのティローカラート王に持ちかけた。これは一種の流言であったが功を奏し、6年後にはパヤオを落とした。
ラーンナータイがビルマ軍の手に渡ったとき、カーオ王国も一緒に占領されたが、このとき何度も抵抗を見ている。しかし1714年には完全にビルマに主権が渡ってしまう。その後1788年にはビルマの占領を解き、ナーン王国に主権が渡された。その後1893年のパークナム事件（シャム危機）により、県の大部分をフランスに割譲した。ナーンが独自の王朝をもっていたとはいえ1931年には完全にタイ領となった。
60年代から70年代にかけて少数民族による共産主義ゲリラ、タイ人民解放戦線（PLAT）の反政府活動が盛んで政府軍と衝突を起こした。1967年には101の村の立ち退き、数万住民の移住、数千の死者を伴う大規模な衝突が起きている。現在少数民族はタイ政府と和解し反政府活動は沈静化している。

## 民族
10.5%は山岳少数民族である。

## 県章

県章

|  | 水牛が仏塔を運んでいる所がデザインされている。この様子はナーンの王とプレーの王が兄弟であった時代の伝説に基づいていて、二人が山の頂上で会ったとき、ナーンの王は水牛に乗って山まで行ったとされる。 県木・県花はフイリソシンカ（Bauhinia variegata）。 |

## 行政区
ナーン県は15の郡（アムプー）に分かれ、その下に99の町（タムボン）と、848の村（ムーバーン）がある。
| ナーン県の郡 | 1. ムアンナーン郡 2. メーチャリム郡 3. バーンルワン郡 4. ナーノーイ郡 5. プワ郡 6. ターワンパー郡 7. ウィエンサー郡 8. トゥンチャーン郡 9. チエンクラーン郡 10. ナームーン郡 11. サンティスック郡 12. ボークルア郡 13. ソーンクウェー郡 14. プーピエン郡 15. チャルームプラキアット郡 |